# Tell Me I'm Pretty
Tell Me I'm Pretty es el cuarto álbum de estudio de la banda estadounidense de rock Cage the Elephant. Fue lanzado el 18 de diciembre de 2015 y fue anunciado en línea el 5 de octubre de 2015. El álbum fue grabado en la primavera de 2015 en Easy Eye Sound en Nashville, Tennessee. El vocalista Matt Shultz declaró: "Con este disco, queríamos ser más transparentes. Queríamos capturar el sentimiento de cada canción, y cualquier respuesta emocional que provocara, para ser realmente honesto con eso". El 29 de octubre de 2015, la banda lanzó el primer sencillo del álbum, "Mess Around", acompañado de un video musical que se creó utilizando imágenes de la película de 1902 Un viaje a la luna y otras películas de Georges Méliès. Otras dos canciones, "Trouble" y "Too Late to Say Goodbye", estuvieron disponibles para su descarga antes del lanzamiento del álbum. El segundo sencillo "Trouble" fue sonado en la radio alternativa el 26 de abril de 2016.  El álbum ganó el premio al mejor álbum de rock en los 59.os premios Grammy.

## Grabación
Cage the Elephant reclutó a Dan Auerbach de The Black Keys para producir Tell Me I'm Pretty, con Matt describiéndolo como "reactivo" y manteniendo a la banda en un segundo lugar, exigiendo scratch vocals y enfatizando en las primeras tomas.

## Composición
El primer single, "Mess Around", fue criticado inicialmente por algunos por sonar demasiado similar al material de The Black Keys; sin embargo, después de que la canción "Trouble" fuera lanzada como avance en noviembre, el vocalista Matt Shultz le dijo a Alternative Nation, "... las canciones tienen tanta diversidad que no siento que ninguna canción sea representativa de todo el álbum, como que cada sonido tiene su propia personalidad ". Matt también dijo que la banda encontró inspiración en David Bowie por su estilo ecléctico y cambiante.

## Crítica
Tell Me I'm Pretty recibió críticas generalmente favorables de los críticos de música. De acuerdo con el escritor de reseñas Metacritic, el álbum tiene un puntaje promedio de crítica de 73/100, basado en 16 reseñas.  Escribiendo para Exclaim! , Daniel Sylvester dijo que el líder Matthew Shultz "ha dado en el blanco lírica y vocalmente aquí, invitando a los oyentes al mundo honesto y emocionalmente cargado en el que habita".Tell Me I'm Pretty ha ganado al mejor álbum de rock en los 59.os premios Grammy anuales el 12 de febrero de 2017.

## Listado de canciones
Todas las pistas escritas por Cage the Elephant.
| No.   | Title                     | Length |
| ----- | ------------------------- | ------ |
| 1.    | "Cry Baby"                | 4:07   |
| 2.    | "Mess Around"             | 2:53   |
| 3.    | "Sweetie Little Jean"     | 3:44   |
| 4.    | "Too Late to Say Goodbye" | 4:12   |
| 5.    | "Cold Cold Cold"          | 3:34   |
| 6.    | "Trouble"                 | 3:45   |
| 7.    | "How Are You True"        | 4:40   |
| 8.    | "That's Right"            | 3:52   |
| 9.    | "Punchin' Bag"            | 3:47   |
| 10.   | "Portuguese Knife Fight"  | 3:37   |
| Total | Total                     | 38:11  |

## Personal
Personal adaptado de las notas del álbum.

### Cage The Elephant
Matt Shultz - voz, guitarra acústica
Brad Shultz - guitarra
Daniel Tichenor - bajo
Jared Champion - batería

### Producción
Dan Auerbach - producción, arreglos Ira Chernova - fotografía 
Emily Davis - tintado a mano 
Collin Dupuis - ingeniería 
Tom Elmhirst - mezclando 
Meghan Foley - dirección de arte
Brian Lucey - masterización 
Moses Moreno - estilo 
Juliette Buchs Shultz - diseño adicional, fotografía adicional 
Matt Shultz - dirección de arte 
Kane Stewart - artista gráfico de diseño senior 
Danny Tomczak - asistente de producción

### Músicos adicionales
Dan Auerbach - guitarra, teclados, coros 
Nick Bockrath - guitarra, coros 
Matthan Minster - teclados, coros, percusión

## Chart
| Chart (2015)                | Peak position |
| --------------------------- | ------------- |
| Canadian Albums (Billboard) | 30            |
| US Billboard 200            | 26            |

- Datos: Q21203385